# Simbu (tỉnh)
Simbu, chính tả chính thức là Chimbu, là một tỉnh thuộc Vùng Cao Nguyên của Papua New Guinea. Tỉnh có diện tích 6.100 km² và dân số theo điều tra năm 2000 là 259.703 người. Tỉnh lị của Simbu là Kundiawa. Núi Wilhelm là núi cao nhất tại Papua New Guinea, nằm trên ranh giới của Simbu. Đây là một tỉnh miền núi với địa hình gồ ghề, kinh tế chậm phát triển.

## Các huyện
| Huyện                                                | Huyện lị   | Phân khu      |
| ---------------------------------------------------- | ---------- | ------------- |
| Chuave                                               | Chuave     | Chuave        |
| Chuave                                               | Chuave     | Elimbari      |
| Chuave                                               | Chuave     | Siane         |
| Gumine                                               | Gumine     | Bomai-Kumai   |
| Gumine                                               | Gumine     | Gumine        |
| Gumine                                               | Gumine     | Mount Digine  |
| Karimui-Nomane                                       | Karimui    | Karimui       |
| Karimui-Nomane                                       | Karimui    | Nomane        |
| Karimui-Nomane                                       | Karimui    | Salt          |
| Kerowagi                                             | Kerowagi   | Gena-Waugla   |
| Kerowagi                                             | Kerowagi   | Kerowagi      |
| Kerowagi                                             | Kerowagi   | Kup           |
| Kundiawa-Gembogl                                     | Kundiawa   | Kundiawa      |
| Kundiawa-Gembogl                                     | Kundiawa   | Mount Wilhelm |
| Kundiawa-Gembogl                                     | Kundiawa   | Niglkande     |
| Kundiawa-Gembogl                                     | Kundiawa   | Waiye         |
| Sina Sina-Yonggomugl (Sinasina-Yonggomugl (huyện)\|) | Yonggomugl | Sinasina      |
| Sina Sina-Yonggomugl (Sinasina-Yonggomugl (huyện)\|) | Yonggomugl | Suwai         |
| Sina Sina-Yonggomugl (Sinasina-Yonggomugl (huyện)\|) | Yonggomugl | Yonggomugl    |